# Andrea Dettling
Andrea Dettling, née le 19 janvier 1987 à Altendorf, est une skieuse alpine suisse spécialiste des épreuves de vitesse (descente et super-G) mais capable de s'aligner dans toutes les disciplines.

## Biographie
Dettling court dans les compétitions FIS à partir de la saison 2002-2003 et la Coupe d'Europe en 2004-2005, où elle monte sur son premier podium en décembre 2006 à Kaunertal et gagne sa seule manche en janvier 2008 à Turnau, en slalom géant. Aux Championnats du monde junior, son meilleur résultat est quatrième de la descente en 2006 au Québec.
En janvier 2007, elle fait ses débuts dans la Coupe du monde en slalom géant à Kranjska Gora. Un an plus tard, elle marque ses premiers points avec une 19e place à Sestrières en super G. Elle améliore ces performances au début de la saison suivante avec deux onzièmes places, puis une sixième place en super G à Saint-Moritz.
Elle monte sur son premier et unique podium en Coupe du monde le 26 janvier 2009, une troisième place lors d'un super G à Cortina d'Ampezzo (Italie) derrière la Suédoise Jessica Lindell-Vikarby et l'Autrichienne Anna Fenninger. Le mois suivant, elle est sélectionnée pour ses premiers championnats du monde à Val d'Isère, où elle ne termine que le slalom géant sur trois courses. Elle finit l'hiver au cinquième rang de la spécialité du super G en Coupe du monde.
En 2010, si elle ne retrouve pas sa forme de l'an passé, elle parvient à être choisie dans l'équipe pour les Jeux olympiques de Vancouver, pour obtenir une douzième place sur le super G comme meilleur résultat.
En 2013, marquant des points pour la dernière fois dans la Coupe du monde, elle gagne les deux titres en vitesse aux Championnats de Suisse à Saint-Moritz.

## Palmarès

### Jeux olympiques d'hiver
| Épreuve / Édition | Vancouver 2010 |
| Super G           | 12e            |
| Slalom géant      | abandon        |
| Super combiné     | 23e            |

### Championnats du monde
| Épreuve / Édition | Val d'Isère 2009 |
| Super G           | Abandon          |
| Slalom géant      | 22e              |
| Super-combiné     | Abandon          |

### Coupe du monde
- Meilleur classement général : 17e en 2009.
- 1 podium : 1 troisième place.

#### Classements détaillés
| Saison/Classement | Général | Descente | Super G | Slalom géant | Combiné |
| Saison/Classement | Class.  | Class.   | Class.  | Class.       | Class.  |
| ----------------- | ------- | -------- | ------- | ------------ | ------- |
| 2008              | 109e    |          | 40e     |              |         |
| 2009              | 17e     | 20e      | 5e      | 44e          | 15e     |
| 2010              | 27e     | 32e      | 11e     |              | 30e     |
| 2011              | 83e     | 39e      | 31e     |              |         |
| 2013              | 93e     | 41e      | 39e     |              | 35e     |

### Coupe d'Europe
- 6e du classement général en 2008.
- 3e du classement de la descente en 2008.
- 8 podiums, dont 1 victoire.

### Championnats de Suisse
- Championne en super G et descente en 2013.